# Université Sorbonne Paris Nord
Đại học Sorbonne Paris Nord (tiếng Pháp: Université Sorbonne Paris Nord) là một trường đại học nằm ở phía bắc của Paris. Nó có năm cơ sở, trải rộng ở các tỉnh Seine-Saint-Denis và Val-d'Oise: Villetaneuse, Bobigny, Saint-Denis, Plaine Saint-Denis và Argenteuil. Đại học Sorbonne Paris Nord chào đón hơn 24.000 sinh viên theo học chương trình đại học hoặc giáo dục thường xuyên, trong ác các lĩnh vực: sức khỏe, y học và sinh học con người, văn học, ngôn ngữ, khoa học xã hội và con người, luật, khoa học chính trị và xã hội, khoa học xã hội, truyền thông, kinh tế và quản lý.

## Giáo viên nổi tiếng
- Ivan Jablonka